# Wiarton Airport
Wiarton Airport är en flygplats i Kanada. Den ligger i den sydöstra delen av landet, 400 km väster om huvudstaden Ottawa. Wiarton Airport ligger 222 meter över havet.
Terrängen runt Wiarton Airport är platt. Runt Wiarton Airport är det glesbefolkat, med 10 invånare per kvadratkilometer.. Närmaste större samhälle är South Bruce Peninsula, 11,1 km sydväst om Wiarton Airport. 
Omgivningarna runt Wiarton Airport är en mosaik av jordbruksmark och naturlig växtlighet.